# 690
El 690 (DCXC) fou un any comú començat en dissabte del calendari julià.

## Esdeveniments
- S'ha escrit l'Evangeliari d'Echternach.
- Willibrord d'Utrecht marxa del monestir irlandès de Rath Melsigi per evangelitzar els frisis.[1]

## Naixements
- Pelai d'Astúries: primer rei del Regne d'Astúries.